# Joe Walcott
Joe Walcott (* 13. März 1873 in Demerara, Britisch-Guayana; † 1. Oktober 1935) war ein Boxer aus Barbados. Er ist nicht zu verwechseln mit dem Schwergewichtsweltmeister Jersey Joe Walcott, der sich nach ihm benannte.
Der kleingewachsene schwarze Barbados Demon wurde 1890 in den USA Profi. Er unterlag 1897 im Duell um den Leichtgewichtstitel Kid Lavigne. 1898 unterlag er Mysterious Billy Smith im Kampf um den Weltertitel, wurde aber 1901 doch Weltergewichtsweltmeister.
Da er in seiner Gewichtsklasse so überlegen war, kämpfte er oft gegen Halbschwergewichtler und Schwergewichtler. Gegen Dixie Kid wurde er im 1905 zunächst grundlos disqualifiziert, aber die Schiebung wurde ruchbar und es kam zu einem Rematch, das unentschieden endete. Als Dixie daraufhin wieder gegen Kämpfer seiner Gewichtsklasse boxte, wurde Walcott allgemein wieder als Weltmeister angesehen. Er boxte im September 1905 innerhalb eines Monats, gegen Sam Langford und Joe Gans unentschieden. Er schlug auch den meist als Schwergewichtler kämpfenden Joe Choynski K. o. und Philadelphia Jack O’Brien, 1906 verlor er den Weltergewichtsweltmeistertitel an Honey Mellody.
Der Gründer des „Ring Magazines“ Nat Fleischer hielt ihn für den besten Weltergewichtler aller Zeiten. 1991 fand Walcott Aufnahme in die International Boxing Hall of Fame.